# パンパンガ語
パンパンガ語（パンパンガご、Kapampangan）は、フィリピンで話されている言語。ルソン島中部のパンパンガ州およびタルラック州を中心に話されている。話者は230万人ほどで、フィリピンではセブアノ語・タガログ語・イロカノ語・ヒリガイノン語・ワライ語・ビコール語に次ぐ大きなグループをなす。パンパンゴ語とも言われる。

## 言語名別称
- カパンパンガ語
- カパンパンガン語
- パンパンガン語
- Pampango
- Pampangueño